# Where Troy Once Stood

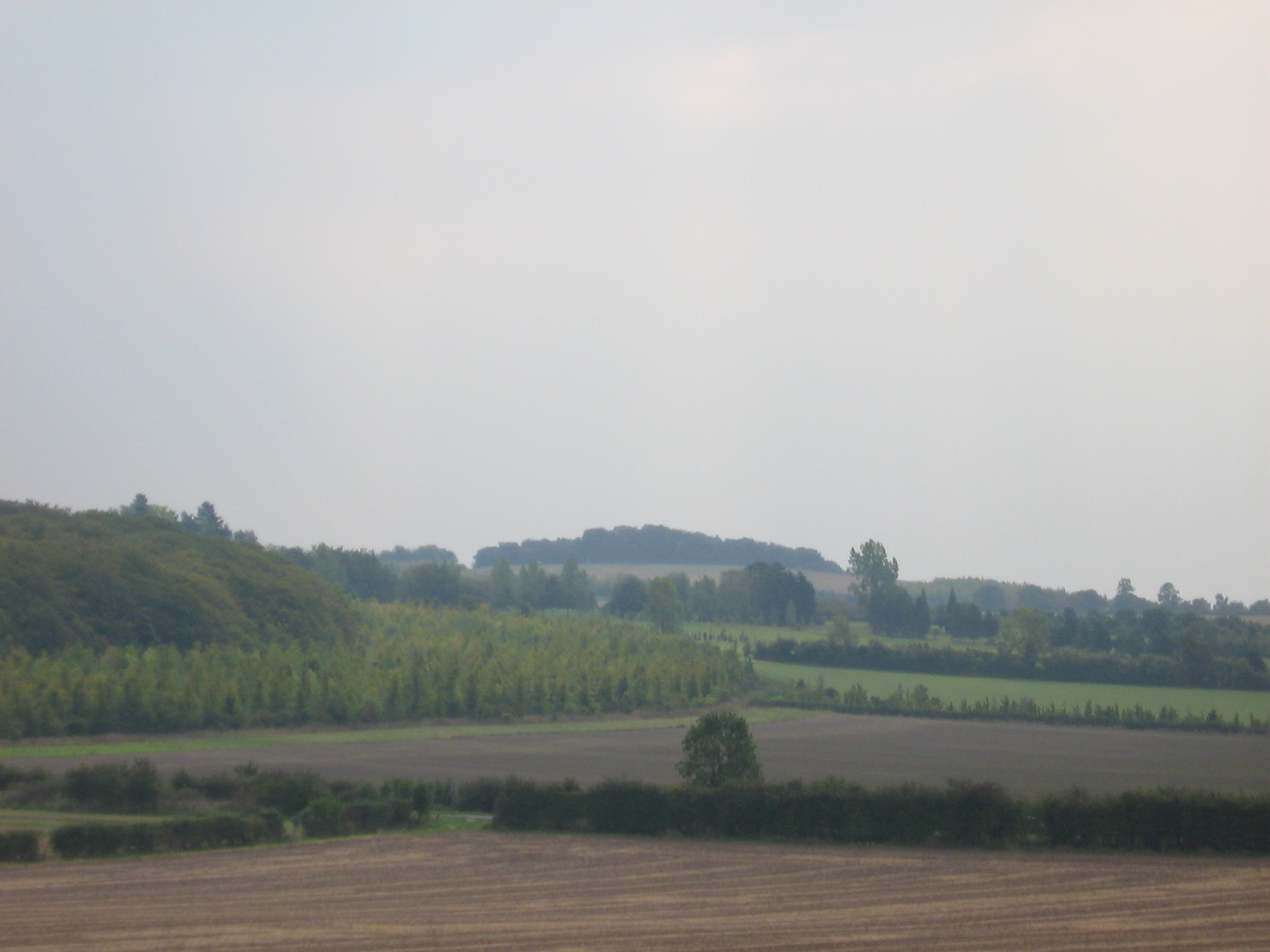
Gog Magog Hills

Where Troy Once Stood (dt. Wo Troja einst stand) ist ein Buch von Iman Wilkens aus dem Jahr 1990. Darin vertritt Wilkens die These, dass die homerischen Epen Ilias und Odyssee der Herkunft des Stoffes nach westeuropäischen, nämlich ur-keltischen Ursprungs seien und die Stadt Troja sich nicht am Hellespont oder anderweitig in Kleinasien, sondern im Atlantischen Raum, und zwar an der Nordseeküste Englands befunden habe. Wilkens reiht sich damit ein unter diejenigen Autoren, die in den Handlungen der Epen Homers einen gräzisierten Stoff einer anderen Kultur vermuten und den Schauplatz des Trojanischen Krieges dann etwa in England (Théophile Cailleux, 1879) oder Finnland (Felice Vinci, 1989) nachzuweisen suchen.

## Titel
Der Titel des Buches bezieht sich auf eine bekannte Formulierung des römischen Dichters Ovid, die das Verschwinden Trojas von der Erdoberfläche als Bild der Vergänglichkeit evoziert: „iam seges est ubi Troia fuit“ (Heroid. 1,53; „Saatfelder stehen nun, wo Troja einst stand“).

## Autor
Iman Jacob Wilkens, der als Autor sonst nicht hervorgetreten ist, wurde 1936 in den Niederlanden geboren und starb 2018 in Frankreich. Er studierte Wirtschaftswissenschaften an der Universität von Amsterdam. Von 1966 bis zu seinem Ruhestand 1996 lebte und arbeitete er als Volkswirt in Paris, Frankreich. Seine Beschäftigung mit der Entstehung der Epen Homers geht nach eigener Darstellung bereits auf seine Schulzeit zurück.

## Thesen und Argumente Wilkens'
Einen Ausgangspunkt für Wilkens' geographische Neudeutung der Epen Homers bildet die auch in älterer Literatur schon zuweilen geäußerte Ansicht, dass einige der von Homer genannten geographischen und klimatischen Gegebenheiten (flussreiche Landschaft, kaltes, nebliges und stürmisches Meer, nach einer Deutung Strabons von Ilias H 422 auch Gezeiten) nicht gut mit den Bedingungen am Hellespont und im Mittelmeerraum zusammenpassten, sondern eher auf nordatlantische Verhältnisse hinwiesen. Auch den archaisch-heroischen Charakter der in Schiffen zu Krieg und Plünderung ausfahrenden Helden Homers empfindet Wilkens als untypisch für griechische Kultur und charakteristisch eher für nordische Völker, die er hierbei nach populären Vorstellungen von mittelalterlichen Wikingern auch schon für das Altertum modelliert.

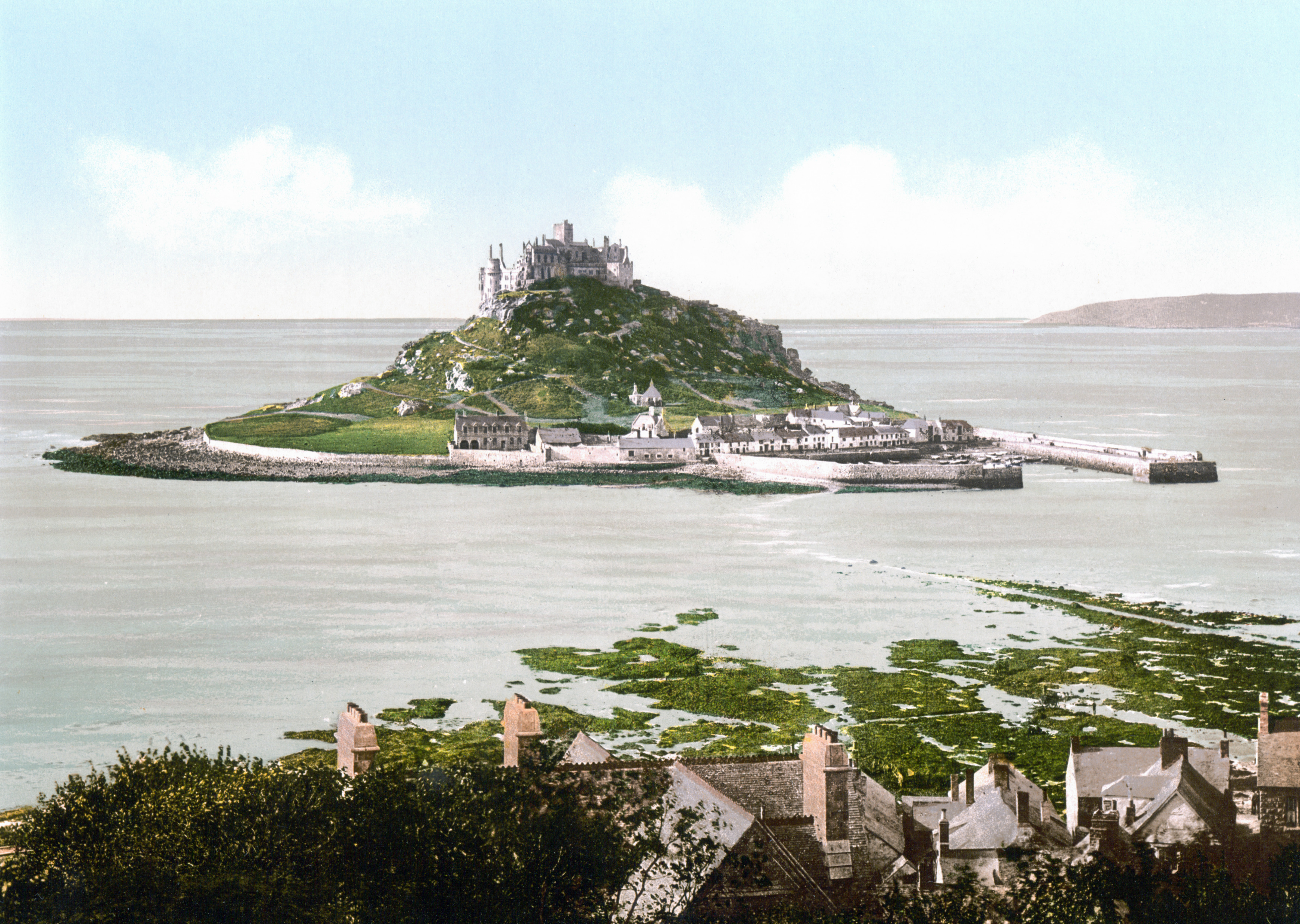
St Michael’s Mount

In der Annahme speziell eines ur- oder protokeltischen Substrats der homerischen Handlung und eines ostenglischen Schauplatzes ist Wilkens' Ansatz in wesentlichen Grundzügen bereits vorgebildet bei Théophile Cailleux, einem belgischen Rechtsanwalt und Verfasser mehrerer Bücher über die keltischen Ursprünge europäischer Völker, der im 19. Jahrhundert den Trojanischen Krieg als einen innerkeltischen Konflikt gedeutet hatte, bei dem Kelten in East Anglia in der Gegend von The Wash und den Gog Magog Hills von festländischen Kelten angegriffen worden seien. Wilkens lokalisiert Troja in der gleichen Region nahe bei Cambridge, speziell auf dem Wandlebury Hill in den Gog Magog Hills, und findet von dort ausgehend klangliche Entsprechungen zu den meisten Orts-, Fluss- und Völkernamen in der Schilderung Homers, wobei auch diese Zuordnungen zum Teil bereits bei Cailleux vorgebildet sind. Die Flüsse Themse, Cam, Great Ouse und Little Ouse werden identifiziert als Temesa (laut Wilkens nicht nur Name einer Siedlung, sondern auch eines Flusses), Skamandros, Simoïs und Satnioeis. Mykene wird in Frankreich lokalisiert, in der von den Siegern zur Erinnerung an den Untergang Trojas so umbenannten Stadt Troyes, Delphi in Delft, Ithaka in Cádiz, die Kyklopen auf den Kapverden, Kalypso auf den Azoren, die Phaiaken auf den Kanarischen Inseln, Skylla und Charybdis bei St Michael’s Mount in Cornwall, und das schon bei Homer gelegentlich geographisch disloziert erscheinende Ägypten mit dem Kenotaph des Agamemnon ist laut Wilkens in der Normandie zu finden.

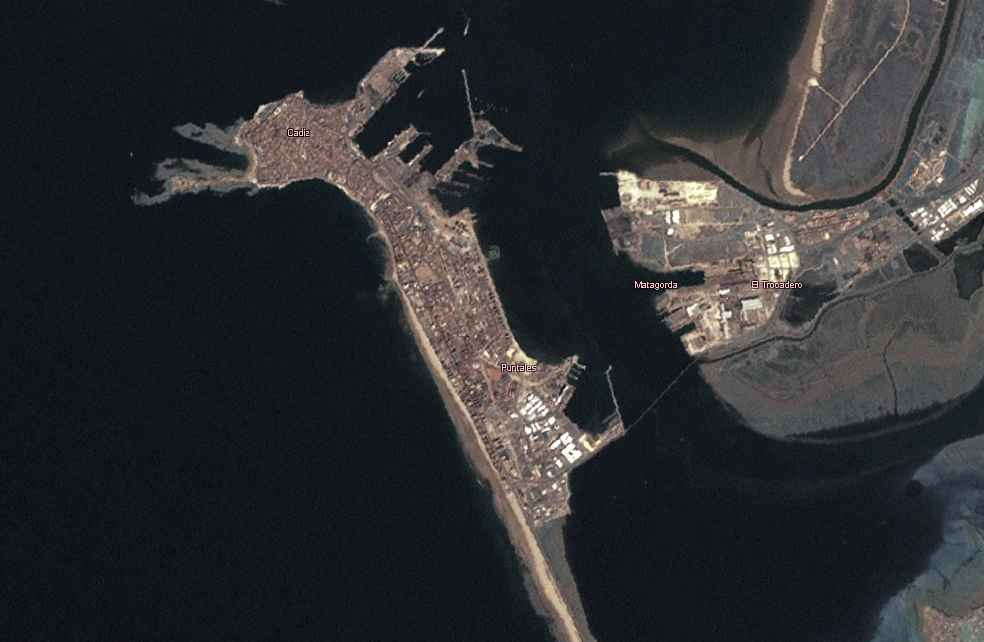
Cádiz

Nach Wilkens wurden die urkeltischen Trojaner auf Wandlebury Hill um 1200 v. Chr. von Urkelten des französischen Festlands angegriffen, die sich Zugang zu den für die Bronzeherstellung wichtigen Zinnvorräten in Cornwall verschaffen wollten. Die Genese der Dichtungen Homers über dieses Geschehen muss man sich laut Wilkens so vorstellen, dass Homer aus der heutigen niederländischen Provinz Zeeland stammte, aber, wie schon Cailleux annahm, in Spanien lebte und seine Werke dort als mündliche Dichtungen schuf, die dann von urkeltischen Völkern bei der Besiedlung des griechisch-ägäischen Raums als mündliche Tradition importiert und dort nach der Herausbildung einer griechischen Schriftkultur um 750 v. Chr. verschriftet worden, im Verlauf dieses Prozesses aber, weil die ursprünglichen Schauplätze und Namen nicht mehr klar bewusst waren, an die Gegebenheiten der neuen Heimat angepasst worden seien.

## Rezeption
In der wissenschaftlich einschlägigen Homer- und Trojaforschung, der Wilkens als Privatforscher ohne historisch-archäologische oder philologische Ausbildung nicht zuzurechnen ist, wurde seine Arbeit zuweilen als eine von vielen Kuriositäten der modernen Homerrezeption zur Kenntnis genommen, in der Sache aber als unbeachtlich und für eine kritische Auseinandersetzung nicht lohnend oder trotz einzelner bemerkenswerter Überlegungen im Ergebnis wissenschaftlich nicht ernst zu nehmen beurteilt. Außerhalb der engeren Fachkreise wurde sein Buch zum Teil günstiger oder sogar als überzeugende Überwindung der Position Schliemanns aufgefasst, und mit Clive Cussler hat sich zuletzt auch ein Romanautor davon zu Motiven seines Thrillers Trojan Odyssey (2003; dt. Die Troja-Mission, 2006) inspirieren lassen.
An der Universität Cambridge hielt Wilkens am 26. Mai 1992 auf Einladung einer studentischen Vereinigung einen Vortrag über „Die trojanischen Könige von England“ („The Trojan Kings of England“), in dem er einige Kernthesen seines Buches referierte.

## Ausgaben
- 1990 Britische Erstausgabe bei Rider / Century Hutchinson, London, ISBN 0-7126-2463-5
- 1991 Britische Taschenbuchausgabe bei Rider / Random Century, London, ISBN 0-7126-5105-5
- 1991 US-Ausgabe bei St Martin's Press, New York, ISBN 0-312-05994-9
- 1992 Britische Lizenzausgabe über eine Buchgemeinschaft bei BCA, London, ISBN 0-7126-4094-0
- 1992 Ausgabe in niederländischer Sprache unter dem Titel Waar eens Troje lag: het geheim van Homerus' Ilias en Odyssee onthuld bei Bigot & Van Rossum, Baarn ISBN 90-6134-381-X
- 1999 überarb. niederländische Ausgabe bei Bosch & Keuning (Tirion), Baarn ISBN 90-246-0461-3
- 2005/2009 überarb. englische Ausgabe bei Gopherpublishers.com, Amsterdam ISBN 978-90-5179-208-9
- 2012 Erweiterte Ausgabe in niederländische Sprache unter dem Titel Waar eens Troje lag: het geheim van Homerus' Ilias en Odyssee onthuld bei CHAIRONEIA, Leeuwarden ISBN 978-90-76792-20-0